# Santuario della Madonna delle Grazie (Cairo Montenotte)
Il santuario della Madonna delle Grazie è un luogo di culto cattolico situato nel comune di Cairo Montenotte, in via Guglielmo Marconi, in provincia di Savona.

## Storia e descrizione
Sorto sui ruderi o nelle immediate vicinanze di un tempio pagano, l'attuale struttura nasconde i resti di una cella intitolata a san Donato dei monaci benedettini, già citata nel 992 e che divenne pieve nel 1014.
Le prime notizie della ricostruzione della cappella risalgono al 1666. Nel 1858 è denominata Nostra Signora Madonna delle Grazie e di San Donato. Nel dicembre del 1953 viene elevata al rango di santuario.
Nel porticato è presente un affresco del santo risalente al XV secolo.